# 3e parallèle nord
Pour les articles homonymes, voir 3e parallèle.
En géographie, le 3e parallèle nord est le parallèle joignant les points de la surface de la Terre dont la latitude est égale à 3° nord.

## Géographie

### Dimensions
Dans le système géodésique WGS 84, au niveau de 3° de latitude sud, un degré de longitude équivaut à 111,168 km ; la longueur totale du parallèle est donc de 40 020 km, soit environ 100 % de celle de l'équateur. Il en est distant de 332 km et du pôle Sud de 9 670 km,.

### Régions traversées
Le 3e parallèle sud passe au-dessus des océans sur environ 80 % de sa longueur. Du point de vue des terres émergées, il traverse l'Afrique (Cameroun, République centrafricaine, République du Congo, République démocratique du Congo, Ouganda, Kenya et Somalie), les Maldives, l'Indonésie (Sumatra et Kalimantan, entre autres), la Malaisie (sur le continent asiatique et sur Bornéo) et l'Amérique du Sud (Colombie, Venezuela, Brésil, Guyana, Suriname et Guyane).
Le tableau ci-dessous résume les différentes zones traversées par le parallèle, d'ouest en est :
| Zone                               | Début                | Fin                  | Longueur (km) |
| ---------------------------------- | -------------------- | -------------------- | ------------- |
| Océan Atlantique                   | 3° 00′ N, 50° 57′ O  | 3° 00′ N, 9° 56′ E   | 6 768         |
| Afrique                            | 3° 00′ N, 9° 56′ E   | 3° 00′ N, 46° 36′ E  | 4 076         |
| Océan Indien                       | 3° 00′ N, 46° 36′ E  | 3° 00′ N, 97° 21′ E  | 5 642         |
| Sumatra (Indonésie)                | 3° 00′ N, 97° 21′ E  | 3° 00′ N, 99° 54′ E  | 283           |
| Détroit de Malacca                 | 3° 00′ N, 99° 54′ E  | 3° 00′ N, 101° 14′ E | 148           |
| Tengah (Malaisie)                  | 3° 00′ N, 101° 14′ E | 3° 00′ N, 101° 16′ E | 4             |
| Détroit de Malacca                 | 3° 00′ N, 101° 16′ E | 3° 00′ N, 101° 17′ E | 2             |
| Port Kelang (Malaisie)             | 3° 00′ N, 101° 17′ E | 3° 00′ N, 101° 20′ E | 6             |
| Détroit de Malacca                 | 3° 00′ N, 101° 20′ E | 3° 00′ N, 101° 21′ E | 2             |
| Asie (Malaisie)                    | 3° 00′ N, 101° 21′ E | 3° 00′ N, 103° 27′ E | 233           |
| Mer de Chine méridionale           | 3° 00′ N, 103° 27′ E | 3° 00′ N, 105° 41′ E | 248           |
| Jemaja (îles Anambas, Indonésie)   | 3° 00′ N, 105° 41′ E | 3° 00′ N, 105° 44′ E | 6             |
| Mer de Chine méridionale           | 3° 00′ N, 105° 44′ E | 3° 00′ N, 105° 48′ E | 7             |
| Îles Anambas (Indonésie)           | 3° 00′ N, 105° 48′ E | 3° 00′ N, 105° 50′ E | 4             |
| Mer de Chine méridionale           | 3° 00′ N, 105° 50′ E | 3° 00′ N, 106° 08′ E | 33            |
| Telibang (îles Anambas, Indonésie) | 3° 00′ N, 106° 08′ E | 3° 00′ N, 106° 09′ E | 2             |
| Mer de Chine méridionale           | 3° 00′ N, 106° 09′ E | 3° 00′ N, 106° 14′ E | 9             |
| Îles Anambas (Indonésie)           | 3° 00′ N, 106° 14′ E | 3° 00′ N, 106° 15′ E | 2             |
| Mer de Chine méridionale           | 3° 00′ N, 106° 15′ E | 3° 00′ N, 106° 24′ E | 17            |
| Îles Anambas (Indonésie)           | 3° 00′ N, 106° 24′ E | 3° 00′ N, 106° 25′ E | 2             |
| Mer de Chine méridionale           | 3° 00′ N, 106° 25′ E | 3° 00′ N, 107° 45′ E | 148           |
| Midai (Indonésie)                  | 3° 00′ N, 107° 45′ E | 3° 00′ N, 107° 49′ E | 7             |
| Mer de Chine méridionale           | 3° 00′ N, 107° 49′ E | 3° 00′ N, 108° 50′ E | 113           |
| Subi-Besar (Indonésie)             | 3° 00′ N, 108° 50′ E | 3° 00′ N, 108° 54′ E | 7             |
| Mer de Chine méridionale           | 3° 00′ N, 108° 54′ E | 3° 00′ N, 112° 25′ E | 391           |
| Bornéo (Indonésie et Malaisie)     | 3° 00′ N, 112° 25′ E | 3° 00′ N, 117° 36′ E | 576           |
| Océan Pacifique                    | 3° 00′ N, 117° 36′ E | 3° 00′ N, 77° 42′ O  | 18 309        |
| Amérique du Sud                    | 3° 00′ N, 77° 42′ O  | 3° 00′ N, 50° 57′ O  | 2 974         |

## Îles proches
Le parallèle passe près des îles suivantes :
- au sud de Bioko, Guinée équatoriale ;
- au sud de Butaritari, Kiribati.